# Asplenium apertum
Asplenium apertum är en svartbräkenväxtart som beskrevs av Carl Frederik Albert Christensen. Asplenium apertum ingår i släktet Asplenium och familjen Aspleniaceae. Inga underarter finns listade.